# 블라이드 대너
블라이드 대너(Blythe Danner, 1943년 2월 3일 ~ )는 미국의 배우이다. 《Butterflies Are Free》(1969-72)로 1970년 토니상 연극 부문 여우주연상을 수상하였으며, 쇼타임 드라마 《허프》(2004-06)로 프라임타임 에미상 드라마 시리즈 부문 여우조연상을 두 차례 탔다. 드라마 데스크상과 골든 글로브상 후보에 지명되기도 하였다. 배우 귀네스 팰트로와 감독 제이크 팰트로의 어머니이다.

## 출연 작품

### 영화
- 1776 (1972)
- 미래세계의 음모 (1976)
- 위대한 산티니 (1979)
- 또다른 여인 (1988)
- 중년의 위기 (1990)
- 사랑과 추억 (1991)
- 투 웡 푸 (1995)
- 사랑의 이름으로 (1997)
- 엑스파일: 미래와의 전쟁 (1998)
- 포스 오브 네이처 (1999)
- 러브 레터 (1999)
- 미트 페어런츠 (2000)
  - 미트 페어런츠 2 (2004)
  - 미트 페어런츠 3 (2010)
- 라스트 키스 (2006)
- 황당한 외계인: 폴 (2011)
- 왓 데이 해드 (2018) - 루스 역
- 하트 비트 라우드 (2018, Hearts Beat Loud)
- The Chaperone (2018)
- 나는 5년 전 죽은 남자의 아이를 임신했다 (2019, Strange but True)
- 투모로우 맨 (2019, The Tomorrow Man)

### 텔레비전
- 윌 앤 그레이스 (2001-06, 2018-20)
- 허프 (2004-06)
- 간호사 재키 (2009)

### 연극
- 수전노 (1969)
- Butterflies Are Free (1969-72)
- 욕망이라는 이름의 전차 (1988)
- 지난 여름 갑자기 (2006)